# Walcote (Leicestershire)
Walcote – wieś w Anglii, w hrabstwie Leicestershire, w dystrykcie Harborough. Leży 21 km na południe od miasta Leicester i 127 km na północny zachód od Londynu.